# Gonia olivieri
Gonia olivieri là một loài ruồi trong họ Tachinidae.